# Jörn Leonhard

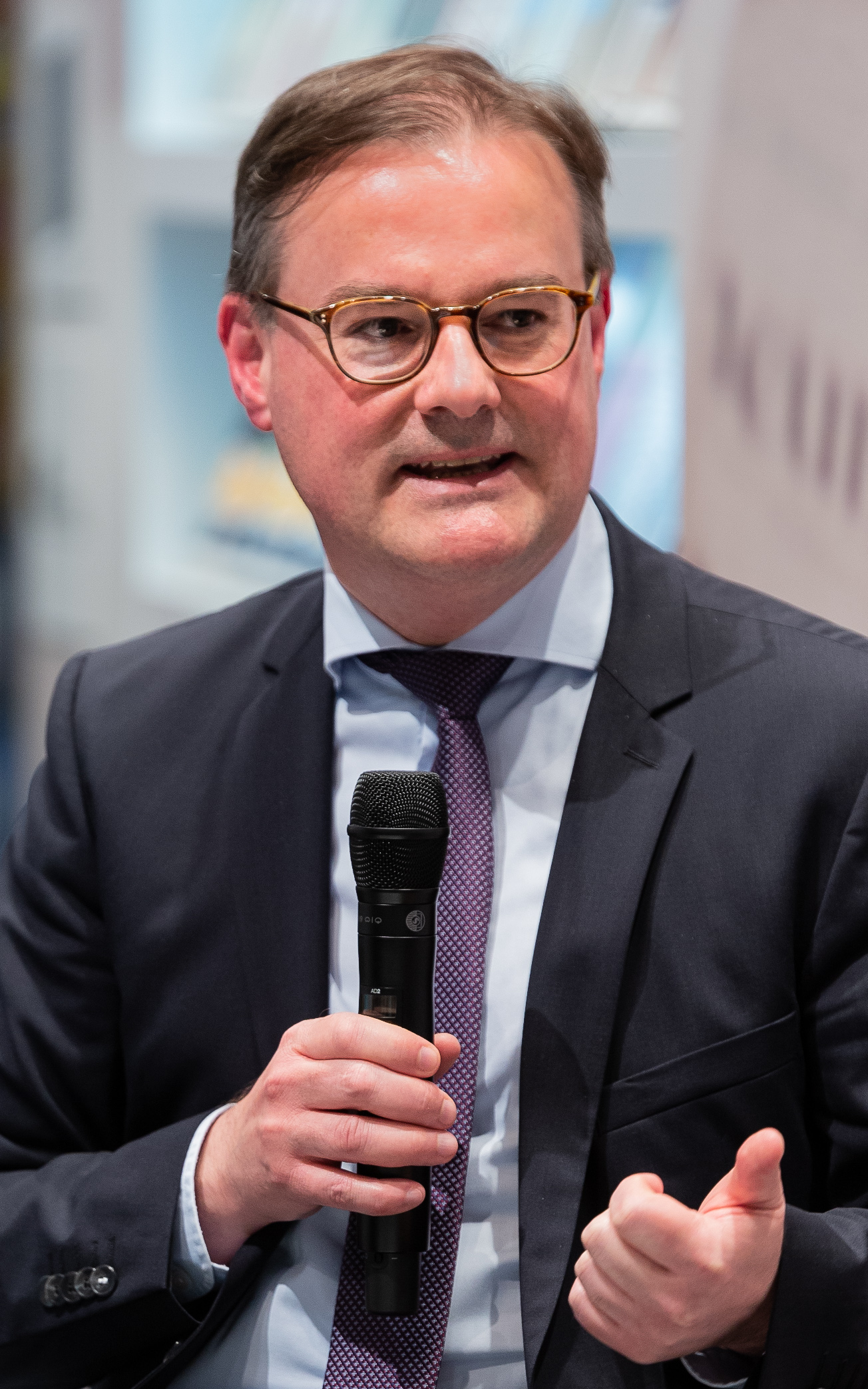
Jörn Leonhard auf der Frankfurter Buchmesse 2018

Jörn Leonhard (* 27. Mai 1967 in Birkenfeld/Nahe) ist ein deutscher Historiker. Seit 2006 ist er Professor für Neuere und Neueste Geschichte Westeuropas am Historischen Seminar der Albert-Ludwigs-Universität Freiburg. Für seine Forschungen erhielt er bereits mehrere wichtige Forschungspreise. Seine Bücher Die Büchse der Pandora von 2014 und Der überforderte Frieden von 2018 etablierten ihn als wichtigen Vertreter der Globalgeschichte.

## Akademischer Werdegang
Nach dem Abitur an der Eleonorenschule Darmstadt 1986 studierte Leonhard von 1987 bis 1994 als Stipendiat der Studienstiftung des deutschen Volkes Geschichte, Politische Wissenschaft und Germanistik an der Universität Heidelberg und der University of Oxford. Seine Studien beendete er 1992 in Oxford mit dem Master of Studies in Modern History und 1994 mit dem Magister Artium in Heidelberg.
Danach war er Promotionsstipendiat der Studienstiftung des deutschen Volkes und wurde 1998 bei Volker Sellin in Heidelberg mit der Dissertation Liberalismus. Zur historischen Semantik eines europäischen Deutungsmusters zum Dr. phil. (summa cum laude) promoviert. Für die Dissertation erhielt er den Wolf-Erich-Kellner-Preis sowie den Forschungspreis des Deutschen Historischen Instituts in London.
Von 1998 bis 2003 war Leonhard Fellow und Tutor in Modern History am Wadham College der University of Oxford sowie als Fachlektor des DAAD für Neuere Deutsche und Europäische Geschichte tätig. Von 2003 bis 2004 erhielt er ein Jahr lang ein Förderstipendium des Historischen Kollegs München zur Vollendung seiner Habilitation. 2004 habilitierte er sich in Heidelberg mit der Arbeit Bellizismus und Nation. Kriegsdeutung und Nationsbestimmung in Europa und den Vereinigten Staaten 1750–1914. Für die Habilitationsschrift wurde er im Wettbewerb „Historisches Buch des Jahres 2008“ in der Kategorie Neuere Geschichte ausgezeichnet und erhielt den Werner-Hahlweg-Forschungspreis.
Von 2004 bis 2006 hatte er die Friedrich-Schiller-Hochschuldozentur für Europäische Geschichte am Historischen Institut der Universität Jena inne. Seit 2006 ist er Professor und Inhaber des Lehrstuhls für Neuere und Neueste Geschichte Westeuropas am Historischen Seminar der Albert-Ludwigs-Universität Freiburg. 2007 gründete Leonhard gemeinsam mit Ulrich Herbert die School of History des Freiburg Institute for Advanced Studies, die beide bis 2012 leiteten. 2012/13 übernahm er eine Forschungsprofessur am Minda de Gunzburg Center for European Studies an der Harvard University. Rufe an die Universität Jena (2006 und 2015), an die Humboldt-Universität zu Berlin (2010) und auf die Direktorenstelle des Kulturwissenschaftlichen Instituts in Essen sowie eine Professur an der Ruhr-Universität Bochum (2017) lehnte er ab.
2014 veröffentlichte er unter dem Titel Die Büchse der Pandora eine Monografie zur Geschichte des Ersten Weltkrieges. Nach Ansicht von Michael Epkenhans handelt es sich um „das beste Buch, das bisher auf den Markt gekommen ist.“ Hans-Ulrich Wehler bezeichnete das Werk als „das wichtigste Buch zum Ersten Weltkrieg“, es markiere den „Beginn einer neuen Epoche der Weltkriegsgeschichte“. Adam Tooze merkte allerdings an, dass das Buch „mehr kritische Distanz zu den Zeitzeugen der Desaster des 20. Jahrhunderts“ benötigt hätte. Das Buch erhielt u. a. den NDR-Sachbuchpreis, den Preis „Geisteswissenschaften International“ sowie den Norman B. Tomlinson Jr. Prize der World War One Historical Association. Eine englische Übersetzung erschien 2018 bei Harvard University Press.
Im akademischen Jahr 2016/17 erhielt Leonhard das Forschungsstipendium des Instituts für Zeitgeschichte am Historischen Kolleg München für seine Monografie Der überforderte Frieden. Versailles und die Welt 1918–1923, die im Herbst 2018 erschien. Dirk Kurbjuweit kürte Leonhard im Spiegel für sein Buch zum Gewinner des Tages, es sei „das ganz große Geschichtswerk, das beim Verständnis der Gegenwart hilft“. Jörg Himmelreich bezeichnete es im Deutschlandfunk als eine „brillante globalgeschichtliche Darstellung der Voraussetzungen und vor allem der globalen Folgen dieser Verträge“. Marcus M. Payk konstatierte, dass auf absehbare Zeit kein zweiter Versuch einer vergleichbaren Gesamtgeschichte des Endes des Ersten Weltkriegs gewagt werden dürfte. Nach kurzer Zeit wurde Leonhards Buch als Standardwerk bezeichnet.
Leonhard war als Principal Investigator und Vorstandsmitglied am DFG-Sonderforschungsbereich 948 „Helden, Heroisierungen, Heroismen“ beteiligt und ist Mitglied im DFG-Graduiertenkolleg 2571 „Imperien: Dynamischer Wandel, Temporalität und nachimperiale Ordnungen“ an der Universität Freiburg.
Seit 2023 ist Leonhard Mitglied des Herausgebergremiums der renommierten Fachzeitschrift Vierteljahrshefte für Zeitgeschichte. 2024 wurde er zum Mitglied der Deutschen Akademie der Naturforscher Leopoldina gewählt.

## Forschungsbereiche
In seiner Forschung beschäftigt sich Leonhard mit der Geschichte Europas und der Welt zwischen dem Ende des 18. Jahrhunderts und dem 20. Jahrhundert in der methodischen Trias von Vergleich, Transfer und Verflechtung. In seinen konzeptionellen Ansätzen hat er sich intensiv mit komparativer Historischer Semantik, Diskurs-, Erfahrungs- und Argumentationsgeschichte auseinandergesetzt. Thematische Schwerpunkte bilden dabei die Geschichte von Liberalismus und Nationalismus, von Krieg und Frieden sowie die Erforschung multiethnischer Empires im 19. und frühen 20. Jahrhundert.

## Wissenschaftspreise, Fellowships, Gastprofessuren und Ehrungen
- 1992: German History Prize, University of Oxford[2]
- 1998: Forschungspreis des Deutschen Historischen Instituts London für die Dissertation Liberalismus. Zur historischen Semantik eines europäischen Deutungsmusters[4]
- 1999: Wolf-Erich-Kellner Forschungspreis für die Dissertation Liberalismus. Zur historischen Semantik eines europäischen Deutungsmusters[3]
- 2001: Visiting Research Fellowship der Alexander-von-Humboldt-Stiftung am German-American Center for Visiting Scholars, Washington D.C.[22]
- 2002: Wahl zum Fellow of the Royal Historical Society London (F.R.Hist.S.)[23]
- 2003–2004: Junior-Fellowship (Förderstipendium) des Historischen Kollegs München
- 2006: Werner-Hahlweg-Forschungspreis (Erster Preis) für die Habilitationsschrift Bellizismus und Nation – Kriegsdeutung und Nationsbestimmung in Europa und den Vereinigten Staaten 1750–1914[6]
- 2008: Einladung auf eine Gastprofessur an der École des Hautes Études en Sciences Sociales in Paris
- 2009: Preisträger im Wettbewerb „Historisches Buch des Jahres 2008“ in der Kategorie Neuere Geschichte (HSozKult) für die Habilitationsschrift Bellizismus und Nation – Kriegsdeutung und Nationsbestimmung in Europa und den Vereinigten Staaten 1750–1914[5]
- 2010: Landesforschungspreis Baden-Württemberg für Grundlagenforschung für 2009[24]
- 2012/13: Visiting Research Fellowship, Minda de Gunzburg Center for European Studies, Harvard University[7]
- 2014: NDR-Kultur Sachbuchpreis für das beste Sachbuch des Jahres 2014 für Die Büchse der Pandora. Geschichte des Ersten Weltkriegs[11]
- 2015: Forschungspreis „Geisteswissenschaften International“ zur Förderung exzellenter geistes- und sozialwissenschaftlicher Publikationen durch den Börsenverein, die Fritz Thyssen Stiftung, die VG Wort und das Auswärtige Amt für das Buch Die Büchse der Pandora. Geschichte des Ersten Weltkriegs[12]
- 2015: Wahl zum Ordentlichen Mitglied der Heidelberger Akademie der Wissenschaften[25]
- 2016/17: Senior Fellowship am Historischen Kolleg München (Forschungsstipendium des Instituts für Zeitgeschichte beim Historischen Kolleg) für das Buchprojekt Der überforderte Frieden. Versailles und die Welt 1918–1923
- 2018: Norman B. Tomlinson Jr. Prize der World War One Historical Association „for the best work in English on World War One“ für das Buch Pandora’s Box. A History of the First World War[13]
- 2019: Wahl zum Honorary Fellow for Life, Wadham College, Universität Oxford[26]
- 2021: Zusage einer Opus Magnum-Förderung der Volkswagenstiftung für das Buchprojekt Die Krise der Welt, 1918–1941 für drei Forschungssemester ab Wintersemester 2022/23[27]
- 2024: Gottfried Wilhelm Leibniz-Preis[28]

## Mitgliedschaften (Auswahl)
- Wissenschaftlicher Beirat der „Contributions to the History of Concepts“ seit 2005
- Internationaler Wissenschaftlicher Beirat der „Ricerche di Storia Politica“ (Bologna) seit 2005
- Vereinigung für Verfassungsgeschichte seit 2006
- Frankreich-Zentrum der Albert-Ludwigs-Universität Freiburg seit 2006, 2010 bis 2016 Mitglied im Vorstand
- Wissenschaftlicher Beirat der Stiftung Bundespräsident-Theodor-Heuss-Haus Stuttgart 2006 bis 2017
- Auswahlausschuss der Studienstiftung des deutschen Volkes seit 2008
- Vertrauensdozent der Studienstiftung des deutschen Volkes an der Universität Freiburg 2008–2018
- Wissenschaftlicher Beirat des Deutschen Historischen Instituts Paris 2010 bis 2017 (2015 bis 2017 als Stellvertretender Vorsitzender)
- Wissenschaftliches Mitglied und Principal Investigator im Graduiertenkolleg 1767 „Faktuales und fiktionales Erzählen“ der Universität Freiburg 2011 bis 2016
- Wissenschaftlicher Beirat des Istituto Storico Italiano-Tedesco, Trento, 2011–2016
- Wissenschaftliches Mitglied und Teilprojektleiter im Sonderforschungsbereich 948 „Helden, Heroisierungen, Heroismen“ der Universität Freiburg 2012 bis 2020, Mitglied des Vorstandes 2012 bis 2016
- Wissenschaftlicher Beirat des Deutschen Tagebucharchivs Emmendingen seit 2013
- Wissenschaftlicher Beirat zur Vergabe des Wissenschaftspreises des Deutschen Bundestags 2014 bis 2017
- Auswahlausschuss zur Vergabe von Forschungspreisen der Alexander von Humboldt-Stiftung seit 2015
- Denkmalsrat des Landes Baden-Württemberg seit 2015
- Mitglied des DFG-Senatsausschusses für die Sonderforschungsbereiche und Wissenschaftliches Mitglied des DFG-Bewilligungsausschusses für die Sonderforschungsbereiche für zwei Amtszeiten seit 2017
- Wissenschaftlicher Beirat des Hauses der Geschichte Baden-Württemberg in Stuttgart seit 2019
- Wissenschaftlicher Beirat des Deutschen Historischen Instituts London seit 2020
- Wissenschaftliches Mitglied und Principal Investigator im DFG-Graduiertenkolleg 2571 „Imperien: Dynamischer Wandel, Temporalität und nachimperiale Ordnungen“ der Universität Freiburg seit 2020
- Mitglied im Nietzsche-Forschungszentrum der Universität Freiburg seit 2020
- Mitglied im Africa Center for Transregional Research (ACT) der Universität Freiburg seit 2021

## Schriften (Auswahl)
Monografien
- Liberalismus. Zur historischen Semantik eines europäischen Deutungsmuster (= Veröffentlichungen des Deutschen Historischen Instituts London. Band 50). Oldenbourg, München 2001, ISBN 3-486-56533-8 (Zugl.: Heidelberg, Univ., Diss., 1998 u.d.T.: Sprachmengerei und Begriffsverwirrung – komparative Studien zur historischen Semantik vom "Liberalismus" im 19. Jahrhundert: Frankreich, Deutschland, Italien und England im Vergleich).
- Bellizismus und Nation. Kriegsdeutung und Nationsbestimmung in Europa und den Vereinigten Staaten 1750–1914 (= Ordnungssysteme. Band 25). Oldenbourg, München 2008, ISBN 978-3-486-58516-2.
- Mit Ulrike von Hirschhausen: Empires und Nationalstaaten im 19. Jahrhundert (= FRIAS rote Reihe. Band 1). Vandenhoeck & Ruprecht, Göttingen 2009, ISBN 978-3-525-32300-7 (Zugl.: Heidelberg, Univ., Habil-Schr., 2004 u.d.T.: Bellizismus und Nation. Die Deutung des Krieges und die Bestimmung der Nation: Frankreich, Deutschland, Großbritannien und die Vereinigten Staaten, 1750–1914).
- Die Büchse der Pandora. Geschichte des Ersten Weltkriegs. C. H. Beck, München 2014, ISBN 978-3-406-66191-4 (5. Auflage, 2014).
- Pandora's Box. History of the First World War. Harvard University Press, Cambridge/Mass. 2018, ISBN 978-0-674-54511-3.
- Der überforderte Frieden. Versailles und die Welt 1918–1923. C. H. Beck, München 2018, ISBN 978-3-406-72506-7.
- Mit Ulrike von Hirschhausen: Empires. Eine globale Geschichte 1780–1920. C. H. Beck, München 2023, ISBN 978-3-406-80052-8.
- Über Kriege und wie man sie beendet. Zehn Thesen. C. H. Beck, München 2023, ISBN 978-3-406-80898-2.

Herausgeberschaften
- Mit Ulrike von Hirschhausen: Nationalismen in Europa. West- und Osteuropa im Vergleich. Wallstein Verlag, Göttingen 2001, ISBN 3-89244-479-X.
- Mit Lothar Funk: Ten Years of German Reunification. Transfer, Transformation, Incorporation? Birmingham University Press, Birmingham 2002, ISBN 1-902459-12-1.
- Mit Ulrike von Hirschhausen: Multi-Ethnic Empires and the Military. Conscription in Europe between Integration and Desintegration, 1860–1918 (= Journal of Modern European History. Vol. 5/2). C. H. Beck, München 2007, ISSN 1611-8944.
- Mit Rolf G. Renner: Koloniale Vergangenheiten – (post-)imperiale Gegenwart. Vortragreihe im Rahmen des Jubiläums „550 Jahre Albert-Ludwigs-Universität“, Sommersemester 2007 und Wintersemester 2007/08 in Kooperation mit dem Historischen Seminar und dem Romanischen Seminar der Universität (= Studien des Frankreich-Zentrums der Albert-Ludwigs-Universität Freiburg. Band 19). Berliner Wissenschafts-Verlag, Berlin 2010, ISBN 978-3-8305-1736-8.
- Mit Ulrike von Hirschhausen: Comparing Empires. Encounters and Transfers in the Long Nineteenth Century (= Schriftenreihe der FRIAS School of History. Band 1). Vandenhoeck & Ruprecht, Göttingen 2011, ISBN 978-3-525-31040-3.
- Mit Christian Wieland: What Makes the Nobility Noble? Comparative Perspectives from the Sixteenth to Twentieth Century (= Schriftenreihe der FRIAS School of History. Band 2). Vandenhoeck & Ruprecht, Göttingen 2011, ISBN 978-3-525-31041-0.
- Mit Ute Daniel, Martin Löffelholz: Militär und Medien im 20. Jahrhundert (= Themenheft der Militärgeschichtlichen Zeitschrift, Band 70/1). Oldenbourg Wissenschaftsverlag, Potsdam 2011, ISSN 2193-2336.
- Mit Kurt Hochstuhl und Christoph Strauß: Menschen im Krieg 1914–1918 am Oberrhein. Kolloquium zur gleichnamigen Ausstellung/Vivre en temps de guerre des deux côtes du Rhin 1914–1918; deutsch/französisch. Kohlhammer, Stuttgart 2014, ISBN 978-3-17-026341-3.
- Mit Anselm Doering-Manteuffel: Liberalismus im 20. Jahrhundert (= Stiftung Bundespräsident-Theodor-Heuss-Haus: Wissenschaftliche Reihe. Band 12). Steiner-Verlag, Wiesbaden 2015, ISBN 978-3-515-11072-3.
- Vergleich und Verflechtung. Deutschland und Frankreich im 20. Jahrhundert. Erich Schmidt, Berlin 2015, ISBN 978-3-503-13790-9.
- Mit Willibald Steinmetz: Semantiken von Arbeit. Diachrone und vergleichende Perspektiven (= Industrielle Welt. Band 91). Böhlau, Köln 2016, ISBN 978-3-412-50280-5.
- Mit Felix Heinzer und Ralf von den Hoff: Sakralität und Heldentum (= Helden – Heroisierungen – Heroismen. Band 6). Ergon, Würzburg 2017, ISBN 978-3-95650-259-0.
- Mit Michael Freeden, Javier Fernández-Sebastián: In Search of European Liberalisms. Concepts, Languages, Ideologies. Berghahn, New York 2019, ISBN 978-1-78920-280-9.
- Große Erwartungen - 1919 und die Neuordnung der Welt (= Schriften des Historischen Kollegs.. Band 100). De Gruyter, Berlin/Boston 2023, ISBN 978-3-11-062429-8.